# Museum of Broadcast Communications
Le Museum of Broadcast Communications est un musée situé à Chicago, dans l'Illinois (États-Unis). Sa mission est de recueillir, de conserver et de présenter  des contenus historiques et contemporains concernant les émissions de radio et de télévision ainsi que d'éduquer, informer et divertir par le biais de leurs archives, les programmes publics, de projections, d'expositions, de publications et de l'accès en ligne à leurs ressources.
Le musée a ouvert en 1987 dans le sud du quartier du Loop et de 1992 à 2003 était situé dans le Centre Culturel de Chicago. Le musée a prévu de rouvrir dans une nouvelle salle de 7 000 m2. Le nouveau bâtiment du musée a subi plusieurs retards dans son développement en raison d'une impasse budgétaire de l'État de l'Illinois. Il était initialement prévu d'ouvrir au printemps 2005, mais maintenant il n'est pas susceptible d'ouvrir avant 2008.
Selon le site Web du musée, en 2003, il a été la quatorzième destination culturelle la plus visitée de la ville de Chicago avec plus de 200 000 visiteurs.